# Kūhsār Kandeh
Kūhsār Kandeh (persiska: كوهسار كنده) är en ort i Iran.   Den ligger i provinsen Mazandaran, i den norra delen av landet, 200 km nordost om huvudstaden Teheran. Kūhsār Kandeh ligger 197 meter över havet och antalet invånare är 598.
Terrängen runt Kūhsār Kandeh är kuperad. Runt Kūhsār Kandeh är det ganska tätbefolkat, med 72 invånare per kvadratkilometer. Närmaste större samhälle är Nekā, 10,8 km norr om Kūhsār Kandeh. I omgivningarna runt Kūhsār Kandeh växer i huvudsak blandskog.